# Amore
Amore álbum musical de Andrea Bocelli el cual las canciones en su mayoría son en español contando con la participación de estrellas populares actuales, como son Christina Aguilera, Chris Botti, Kenny G, Mario Reyes y Stevie Wonder. Este álbum fue lanzado en 2006

## Canciones
1. "Amapola" - 3:43
2. "Bésame Mucho" - 4:01
3. "Les Feuilles Mortes (Autumn Leaves)" - 4:49
4. "Mi Manchi" - 3:35
5. "Somos Novios (It's Impossible) (Con Christina Aguilera)" - 4:22
6. "Solamente Una Vez" - 3:29
7. "Júrame" - 3:22
8. "Pero Te Extraño (Te Extraño)" - 4:06
9. "Canzoni Stonate" - 5:17
10. "L'Appuntamento (Sentado A'Beira Do Caminho)" - 4:08
11. "Cuando Me Enamoro (Quando M'Innamoro)" - 3:56
12. "Can't Help Falling In Love" - 3:25
13. "Because We Believe" - 4:37
14. "Ama Credi E Vai (Because We Believe)" - 4:41

- Datos: Q474071